# UHarc
UHarc (Uwe Herklotz ARChiver) es un compresor de archivos, con una alta tasa de compresión para Windows (win32) y 386+ DOS (Dos32) con soporte multimedia. Desarrollado por Uwe Herklotz está disponible en formato ejecutable (.exe) y gratis para usos no comerciales. 
Los requerimientos de memoria dependen del método de compresión que se use (ej., -mz necesita menos que -mx). Comparaciones entre WinRAR y UHarc generalmente muestran archivos un 10% más pequeños con UHarc pero un aumento relativamente sustancial en el tiempo de descompresión (pero más rápido que PAQAR4, etc). También comprime mejor que 7z, aproximadamente un 2%.
La última versión es la beta 0.6b (01 oct. 2005), que es incompatible con versiones anteriores a la 0.6 (se reemplazaron completamente los encabezados). 
Limitaciones: Los archivos deben ser menores a 2 gigabytes una vez desempaquetados, aunque hay algunos reportes que dicen que es posible comprimir un archivo de 6 gb de tamaño.
También se incluye un generador de paquetes auto-extraíbles ejecutables (SFX) para Windows.
Usa diccionario de compresión.
Métodos de compresión: PPM Prediction by Partial Matching (predicción por coincidencia parcial) con un modelo 4-2-1-0 + LZP (Lz predictivo, Rolz con un diccionario de tamaño 1, lz77 con diccionario de compresión)+ RLE y LZ78
Alz (lz77 con un codificador aritmético de entropía) ARI (codificación aritmética) 
Uwe Herklotz, el autor de UHARC, es de Chemnitz. Ravida Salvatore, el autor de la interfaz gráfica WinUHA es italiano.